# Gournay-le-Guérin
Gournay-le-Guérin település Franciaországban, Eure megyében. Lakosainak száma 119 fő (2022. január 1.). Gournay-le-Guérin Les Barils, Bourth, Chaise-Dieu-du-Theil, Beaulieu, Chandai és Vitrai-sous-Laigle községekkel határos.

## Népesség
A település népességének változása:
| Lakosok száma | 147  | 133  | 136  | 155  | 139  | 134  | 132  | 126  | 124  | 119  |
|               | 1968 | 1982 | 1990 | 2006 | 2013 | 2015 | 2017 | 2019 | 2020 | 2022 |